# Jenna Coleman

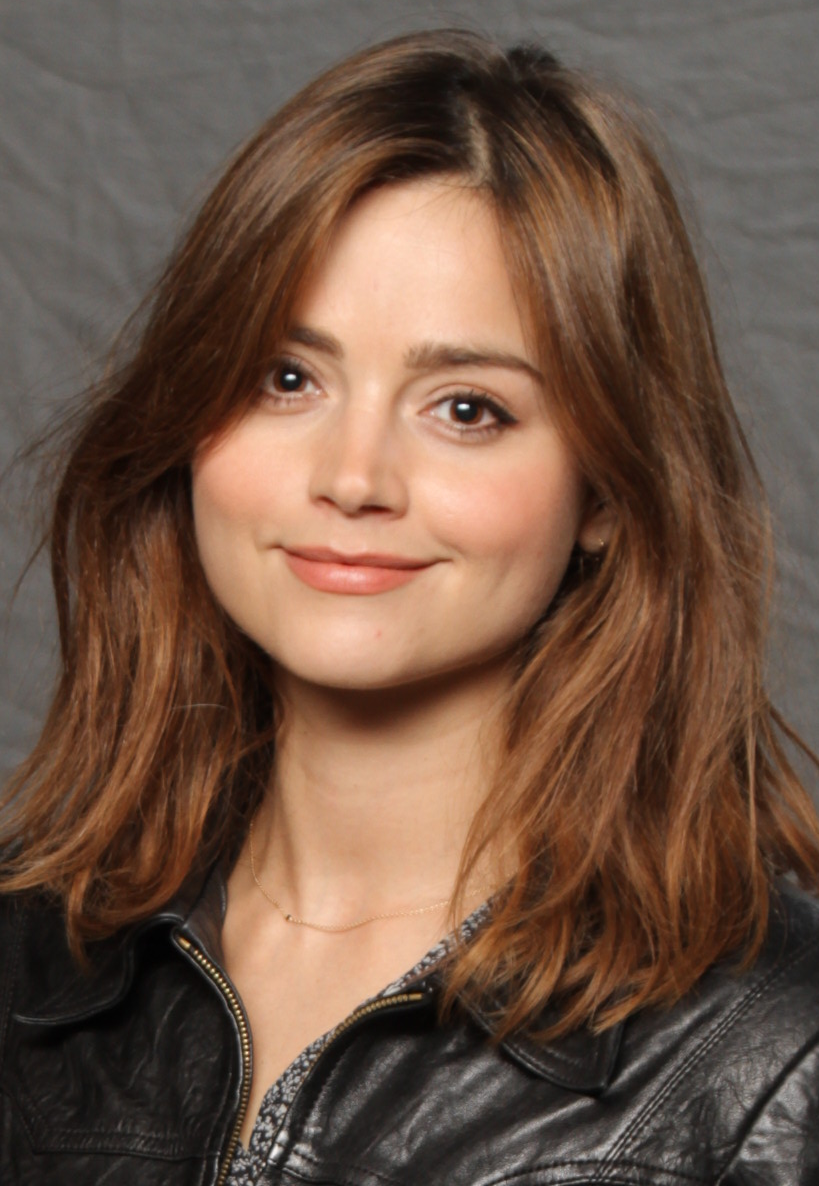
Jenna Coleman (2016)

Jenna-Louise Coleman (* 27. April 1986 in Blackpool, Lancashire) ist eine britische Schauspielerin.

## Leben und Karriere

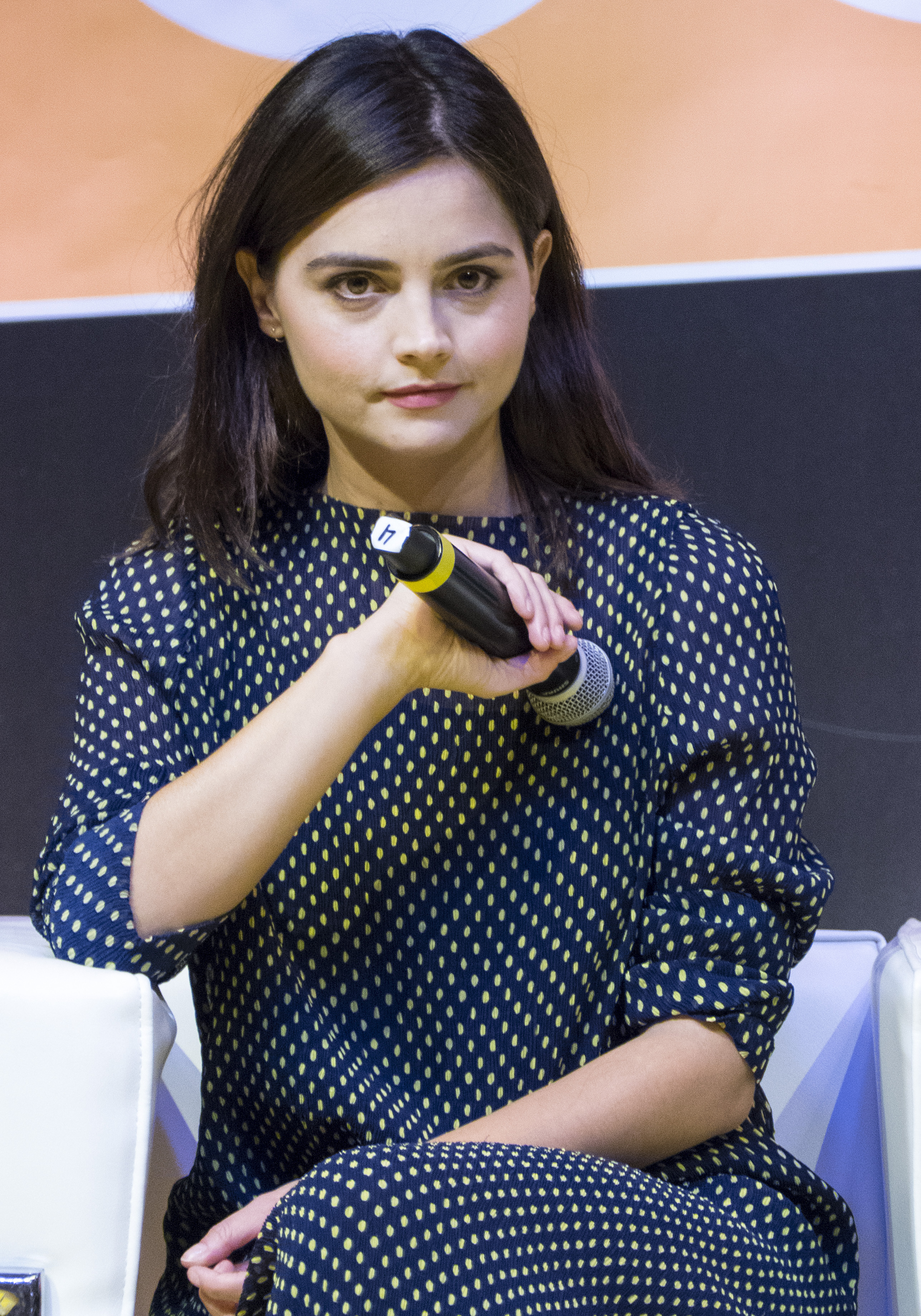
Jenna Coleman im November 2017

In ihrer Heimatstadt besuchte Coleman die Free Arnold School, wo sie Schulsprecherin war. Sie spielte dort u. a. bei einer Theatergruppe mit und gewann beim Edinburgh Festival eine Auszeichnung.
Bekanntheit erlangte sie vor allem durch ihre Rolle der Jasmine Thomas in der britischen Seifenoper Emmerdale. 2007 wurde sie dafür bei den British Soap Awards als Beste Newcomerin und bei den National Television Awards als Beliebteste Newcomerin nominiert. 2009 spielte sie im BBC-Drama Waterloo Road die Rolle der Lindsay James.
2011 gab sie ihr Kino-Debüt im Action-Science-Fiction-Film Captain America: The First Avenger. Daraufhin folgten weitere Rollen wie zum Beispiel die der Annie Desmond in der Miniserie Titanic oder die der Susan Brown im BBC-Four-Fernsehfilm Room at the Top.
Von 2012 bis 2015 spielte sie in der siebten, achten und neunten Staffel der britischen Kult-Science-Fiction-Serie Doctor Who an der Seite des 11. und 12. Doktors (gespielt von Matt Smith und Peter Capaldi) die Rolle der Clara Oswald.
Zu Weihnachten 2013 strahlte BBC One eine Adaption von P. D. James’ Der Tod kommt nach Pemberley aus, in der Coleman die Rolle der Lydia Wickham spielte.
Seit 2016 spielte sie die Hauptrolle der Königin Victoria in der Serie Victoria; in diesem Jahr war sie z. B. auch in der Verfilmung von Jojo Moyes Roman Ein ganzes halbes Jahr zu sehen. 2018 spielt sie u. a. die Joanna in der britisch-australischen Koproduktion The Cry. Daneben ist sie auch im Theater zu sehen, wie 2019 in dem Drama All my Sons von Arthur Miller, das auch im Fernsehen ausgestrahlt wurde.
Von 2011 bis 2016 war Coleman mit dem Schauspieler Richard Madden liiert. Anschließend folgte eine Beziehung mit Tom Hughes, die jedoch im Sommer 2020 endete. Mit dem Filmregisseur Jamie Childs erwartet sie 2024 ihr erstes Kind.

## Filmografie (Auswahl)
- 2005: Inspector Barnaby (Midsomer Murders) Fernsehserie, Staffel 9, Folge 1: Fluch über Winyard (The House In The Woods)[7]
- 2005–2009: Emmerdale (Fernsehserie, 168 Folgen)
- 2009: Waterloo Road (Fernsehserie, 9 Folgen)
- 2011: Captain America: The First Avenger
- 2012: Titanic (Miniserie, 4 Folgen)
- 2012: Room at the Top (Fernsehfilm)
- 2012: Dancing on the Edge (Fernsehserie, 5 Folgen)
- 2012–2015, 2017: Doctor Who (Fernsehserie, 38 Folgen)
- 2013: The Five(ish) Doctors Reboot (Fernsehfilm)
- 2013: Death Comes to Pemberley (Miniserie, 3 Folgen)
- 2016: Ein ganzes halbes Jahr (Me Before You)
- 2016–2019: Victoria (Fernsehserie, 25 Folgen)
- 2018: The Cry (Miniserie, 4 Folgen)
- 2019: National Theatre Live: All My Sons
- 2020: Inside No. 9 – Death Be Not Proud (Fernsehserie, Folge 5x02 Death Be Not Proud)
- 2021: Die Schlange (The Serpent, Miniserie, 8 Folgen)
- 2022–2025: Sandman (The Sandman, Fernsehserie, 7 Folgen)
- 2022: Klokkenluider
- 2023: Jackdaw
- 2023: Wilderness (Serie, 6 Folgen)
- 2024: The Jetty (Miniserie, 4 Folgen)
- 2024: All of You

## Videospiele
- 2011: Xenoblade Chronicles
- 2015: Xenoblade Chronicles 3D
- 2015: Lego Dimensions
- 2020: Xenoblade Chronicles: Definitive Edition
- 2022: Xenoblade Chronicles 3